# Адальберт (герцог Лотарингии)
Адальберт (нем. Adalbert von Lothringen,  фр. Adalbert de Lorraine; ок. 1000 — 11 ноября 1048, битва близ Тюэна) — граф де Лонгви, граф Меца и Шатенуа с 1045, герцог Верхней Лотарингии c 1047, старший сын графа Меца Герхарда (Жерара) IV и Гизелы, вероятно, дочери Тьерри I, герцога Верхней Лотарингии.

## Биография
После смерти в 1044 году герцога Лотарингии Гозело I, император Генрих III решил воспользовался этим, чтобы снова разделить Лотарингию, не желая сосредоточения власти в регионе в одних руках. Верхнюю Лотарингию и Антверпенскую марку получил старший сын Гозело I, Готфрид II, который последние годы был соправителем отца, а Нижняя Лотарингия была передана второму сыну, Гозело II, который вскоре скончался. После этого император назначил герцогом Фридриха II Люксембургского.
В ответ на это, в 1046 году, Готфрид восстал и опустошил земли Нижней Лотарингии. Вскоре он был побежден и Адальберт занял его место в Верхней Лотарингии. Готфрид, однако, продолжил бороться за Лотарингию и Адальберт погиб в битве против него возле Тюэна 11 ноября 1048 года. У Адальберта не было известных детей, и император Генрих III назначил преемником его брата Герхарда.
В некоторых генеалогиях указывалось, что граф де Лонгви Адальберт был женат на Клеменции, дочери графа Фуа, Кузерана и Бигорра Бернара Роже де Фуа, и их дочерьми были Этьенетта (Стефания) и Эрмесинда. Но она не известна ни по каким документам XI века и была введена в генеалогии только для того, чтобы объяснить происхождение Этьеннетты Бургундской, жены графа Бургундии Гильома I Великого, и Эрмесинды, жены герцога Аквитании Гильома VII. В настоящее время эта гипотеза отброшена и считается, что Клеменции не существовало.